# Петродиет
Петродиет — один из крупнейших в России производителей и экспортёров диетических продуктов.

## История
Компания была основана в 1997 году (по другим данным, в 1998 году). Учредителями выступили два физических лица. Первыми продуктами под маркой «Петродиет» стали печенье «Овсяное», печенье «Сахарное» и несколько видов сиропа. На 1999 год, основными направлениями деятельности предприятия были производство диабетических продуктов питания без сахара, на натуральных сахарозаменителях; в то же время, организация поставляла сырьё таким производителям, как Воронежская и Липецкая кондитерские фабрики,
Фабрика имени Крупской, и др. 
Согласно ряду источников, компания является одним из основных поставщиков диетических продуктов в розничные сети российских регионов и мегаполисов, таких, как Санкт-Петербург, Челябинск, Белгород, и одним из крупнейших в России производителей продуктов здорового питания. По данным на 2011 год, предприятие вошло в тройку лидеров по экспорту конфитюра и джема.

## Ассортимент продукции
Основная продукция компании — диетические кондитерские изделия (вафли, различные виды пряников и овсяного печенья и другая выпечка; джемы и сиропы, мармелад; шоколадные конфеты, батончики, снеки). Предприятие также выпускает под своим брендом отруби и сахарозаменители, в том числе сорбит и фруктозу.
В 2014 году компания начала выпуск серии «Баланс долголетия», в состав которой вошли продукты с натуральным подсластителем — стевией.